# 選秀 (體育)
選秀，泛指体育领域选拔在某方面表现优秀的人。現今，選秀一詞多用於形容將運動選手分配到不同隊伍。最為人所知的選秀機制為新人選秀（Entry draft），新人選秀為從獲得參與某聯盟資格的新進選手中選拔所需選手的機制。新人選秀的對象可能為大學、高中、國中或業餘選手，以及國外體育隊伍的選手，而不同的運動項目有不同的做法。
新人選秀機制避免了爭取年輕且有才的選手時可能會碰到、所費不貸的出價戰，並確保沒有任何隊伍能獨佔所有最優秀的年輕選手，並進而造成聯盟缺乏競爭的情況；同時為了確保公平性，在前季中表現差勁的隊伍，通常在接下來的季後選秀中有優先挑選新人的權利，以藉由優秀新人的加入補強隊伍戰力。
聯盟中各球隊在選秀時，第一輪選到的選手常被稱為「選秀狀元」，通常是球隊認為其最優秀者。
此外，有一種選秀的機制叫扩张选秀（Expansion draft），在新隊選秀中，新成立的隊伍會從聯盟的其他球隊中挑選選手；還有一種選秀機制叫解散選秀（Dispersal draft），在解散選秀中，一個聯盟中的殘存隊伍會從新近退出聯盟的隊伍中選取所需的選手。
選秀通常為反托拉斯法及貿易限制（Restraint of trade）相關法案等法律所允許，因為選秀被視為聯盟與代表選手的工會間之一種集體協議（Collective bargaining agreement）。選秀相關協議通常有提到說在經過數季後，合約失效的選手就會變為自由球員，並可和任何隊伍簽約；此外，此協定也有對新進選手的最低薪的規定，有時也有最高薪的規定。
為了減少聯盟中多年競爭者的優勢及做為減少隊伍對球員支付費用的方法，美國国家橄榄球联盟主席約瑟夫·卡爾（Joseph Carr）在1935年起用了選秀機制，之後，NBA的前身在1947年起用了選秀機制；國家冰球聯盟在1963年起用了選秀機制；而儘管棒球界早已在19世紀時使用選秀機制，1965年時美國職棒大聯盟也起用了選秀的機制。亦有「選秀狀元」而出名之人。
選秀在足球當中是不常見的，在足球界，多數的專業球會透過轉會的機制，從較小的球會中取得球員，或從自己的足球學校中培養球員。足球界的幼訓系統（Youth system）是由各隊伍所主持的，這些隊伍藉此從小培訓所需的球員。

## 其他
- 有時選秀權可交易
- 奪去隊伍應有選秀權被視為處罰，因為首輪新秀能上正式聯賽的機率非常高。例如美國職棒休士頓太空人隊因為偷取暗號醜聞而遭大聯盟官方罰款500萬美元，並沒收2020與2021年球季的第一輪和第二輪選秀權。

## 腳註
1. ↑  Michael MacCambridge, America's Game. New York: Random House, 2004. ISBN 0-375-50454-0.
2. ↑  Paul Dickson, Dickson Baseball Dictionary(Third ed.) s.v. Draft. Norton: 2009. ISBN 978-0-393-06681-4.

## 外部連結
- NRL revisits the draft （页面存档备份，存于） – The Sun-Herald, 9 February 2003.
- ESPN.com: Page 2 : The 100 worst draft picks ever （页面存档备份，存于）